# Che sarà (Achille Lauro)
Che sarà è un singolo del cantante Italiano Achille Lauro, pubblicato il 25 novembre 2022.

## Video musicale
Il video, diretto dallo stesso Lauro De Marinis, è stato pubblicato il 28 novembre 2022 sul canale YouTube del cantante.

## Tracce
Testi di Lauro De Marinis, Federico De Marinis, Davide Simonetta e Paolo Antonacci, musiche di Davide Simonetta, Enrico Brun, Gregorio Calculli e Matteo Ciceroni.
1. Che sarà – 3:06